# Via Camillo Montalcini
Via Camillo Montalcini är en gata i Quartiere Portuense i sydvästra Rom. Gatan löper från Via Francesco Saverio Benucci och Via Domenico Lupatelli till Via Enrico di San Martino Valperga. Gatan har blivit känd för att Röda brigaderna höll den italienske kristdemokraten och tidigare premiärministern Aldo Moro fången i en lägenhet i en femvåningsfastighet med gatunummer 8 från den 16 mars till den 9 maj 1978.

## Beskrivning
Gatan är uppkallad efter den italienske professorn och ämbetsmannen Camillo Montalcini (1862–1948).
Strax efter klockan nio på morgonen den 16 mars 1978 kidnappades Aldo Moro på Via Mario Fani av Röda brigaderna och hans fem livvakter dödades. Moro transporterades därefter omedelbart till Via Camillo Montalcini, där han tillbringade återstoden av sitt liv i fångenskap, tills han mördades den 9 maj samma år.

## Omgivningar
- Villa Bonelli
- Parco di Villa Bonelli
- Cappella di Villa Bonelli
- Nostra Signora di Valme
- Via Romilia

## Bilder
| - Aldo Moro som Röda brigadernas fånge. |

## Kommunikationer
- Tunnelbana – linje  – hållplats Marconi
- Roms bussnät – linje 774 – hållplats Montalcini – Ripandelli